# Battista Restelli

don Battista Restelli

Battista Restelli (Soncino, 8 ottobre 1913 – Castelleone, 4 febbraio 2001) è stato un presbitero, compositore e direttore di coro italiano.

## Biografia
Don Battista Restelli nacque a Soncino, da Eugenio e Maria Faciocchi, l'8 ottobre 1913. Rimasto orfano di padre (perito durante la Grande Guerra nel 154º Fanteria), venne cresciuto dalla madre. Entrò giovanissimo nel Seminario di Cremona. In Seminario don Battista compì l'iter scolastico per il Sacerdozio e nel contempo coltivò la passione per la musica dedicandosi allo studio del pianoforte. Ebbe la fortuna di incontrare due musicisti di grande levatura: mons. Antonio Concesa, anch'egli soncinese, ed il maestro Federico Caudana, insegnante di musica ed organista del Duomo di Cremona. I due compositori riconobbero subito il genio musicale di don Battista, il quale seppe conquistarsi la stima di entrambi divenendo l'allievo prediletto di Caudana. 
L'ordinazione sacerdotale di don Battista avvenne il 22 maggio 1937. Erano suoi compagni di messa altri quattro sacerdoti soncinesi. Per questo motivo, il vescovo Giovanni Cazzani decise di celebrare il rito non in Cattedrale, bensì nella Pieve di Soncino. Per l'occasione, don Battista scrisse la Cantata per la prima Messa (eseguita per la prima volta nella Pieve).
Gli incarichi sacerdotali di don Restelli iniziarono nel 1937 a Romanengo, ove venne inviato dal vescovo in qualità di vicario parrocchiale. L'anno successivo venne trasferito a Grumello Cremonese, dove creò una schola cantorum; nel 1939 fu nominato a Pandino.
Durante la seconda guerra mondiale, don Battista fu cappellano militare in Sicilia. Terminata la guerra e rientrato in diocesi, finalmente don Battista fu nominato parroco svolgendo l'incarico dal 1946 presso la parrocchia di San Giacomo del Campo a Cremona. Vi rimase quattro anni, poi, nel 1950, divenne cappellano presso le Suore della Carità di Soresina.
Dal 1952 fu parroco di S. Pietro Apostolo in Soncino e lì rimase sino al termine dei suoi giorni.
I tormentati primi anni di sacerdozio, segnati dalla guerra e da continui traslochi, non impedirono tuttavia a don Battista di esercitare la sua passione compositiva come attestano i luoghi e le date apposti sui numerosi brani musicali scritti in quegli anni: mottetti, inni, messe solenni in italiano e in latino, armonizzazioni, arrangiamenti, brani per organo e per pianoforte. 
A causa di una caduta in chiesa don Battista riportò la frattura del femore che gli fu fatale, poche settimane dopo l'intervento don Battista si spense nella Casa di Riposo di Castelleone. Era domenica 4 febbraio 2001. La cerimonia funebre fu officiata dal vescovo Giulio Nicolini nella Pieve di Soncino, lo stesso luogo dove don Battista fu battezzato, cresimato e ordinato sacerdote. Le spoglie di don Battista Restelli riposano nel cimitero di Soncino, nella cappella dei Sacerdoti.

## Composizioni
La sua musica, scritta in prevalenza per i cori conosciuti durante il suo itinerante ministero sacerdotale, è espressione di grande maestria. Non una nota fuori posto, originale nell'ispirazione e sapiente nella scrittura. Anche quando scrive per piccoli organici e, soprattutto, per esecutori modesti, don Battista non è mai scontato, offre sempre spunti insoliti, motivati da un'interpretazione personale del testo sacro e comunque incanalati in uno stile rigoroso. Sorprende, poi, in alcuni casi, l'impiego di un cromatismo veramente audace, condotto con mano decisa e sicura.
Battista Restelli, come don Dante Caifa e don Antonio Concesa, rappresentano quella schiera di musicisti la cui produzione artistica è di grande attualità, non solo per l'alto significato simbolico e spirituale della musica sacra. Avendo vissuto a contatto con la realtà musicale diocesana, essi hanno indirizzato la loro creatività non certo verso opere ambiziose e di difficile realizzazione, bensì ad un destinatario comunissimo, presente quasi ovunque nelle nostre parrocchie: la Schola Cantorum accompagnata dall'organo.

### Musica per organo
- Fuga a 3 voci reali, su tema di Federico Caudana (1942)
- Preludio
- Offertorio Fantasia (1957)

### Musica corale polifonica

#### Messe
- Messa “Pastor Angelicus”, per coro a 4 v. e organo (1944)

#### Mottetti eucaristici
- Vieni Gesù, per voce e organo (1945)
- O sacrum convivium, per coro a 3 v. pari (1948)
- Tantum ergo, per coro a 2 v. e organo (1935)
- O salutaris Hostia, per coro a 4 v. (1962)
- Domine non sum dignus, per coro a 2 v. pari e organo (1948)
- Tantum ergo, per coro a 4 v. (1962)

#### Mottetti mariani
- Immaculata Conceptio tua, per coro a 3 v. pari e organo (1935)
- Quanto è soave, per coro a 1 v. e organo (1942)
- Vergin del ciel, per coro a 1 v. e organo (1941)
- Ave Maria, per coro a 3 v. (1973)

#### Mottetti natalizi
- Dormi, dormi o bel Bambin, per coro a 4 v. e organo
- Quem vidistis pastores, per coro a 4 v. e organo (1942)

#### Inni
- Alla Madonna dei Campi, per coro a 1 v. e organo (1947), testo di don G.Castelli
- Alla Madonna di Salzana, per coro a 1v. e organo (1947)
- Princeps gloriosissime, per coro a 2 v. e organo (1953)
- Inno all'Immacolata, per coro a 1 v. e organo (1954)
- Inno alla Beata Elisabetta Cerioli, per coro a 4 v. e organo (1989)

#### Mottetti vari
- Juravit Dominus, per coro a 3 v. e organo (1937)
- Ti loderò, Signore, (dal Salmo 10) per coro a 4 v. e organo (1989)
- Quid retribuam, (dal Salmo 116) per coro a 3 v. (1997)
- Aspice Domine, (dal Libro di Baruc; 2,16) per coro a 3 v. e organo (1943)
- O Padre nostro, (musica di Johann Sebastian Bach, testo tratto dalla Divina Commedia) per coro a 5 v.
- Dolce Cuor, per coro a 4 v. (1942)
- Unam petii, (dal Salmo 27), per coro a 3 v. e organo (1942)
- Voglio cantare, (dal Salmo 104) per coro a 4 v. (1979)